# 第15回全国中等学校蹴球選手権大会
第15回全国中等学校蹴球選手権大会（だい15かいぜんこくちゅうとうがっこうしゅうきゅうせんしゅけんたいかい）は、大阪毎日新聞主催により1933年1月に南甲子園運動場で開催された全国中等学校蹴球選手権大会である。

## 参加チーム
- 函館師範(北海道・2年ぶり2回目)
- 宮城師範(宮城・2年連続2回目)
- 埼玉師範(埼玉・2年連続2回目)
- 青山師範(東京・3年連続4回目)
- 富山師範(富山・6年連続6回目)
- 愛知一師範(愛知・5年連続6回目)
- 京都師範(京都・4年連続14回目)
- 天王寺師範(大阪・9年ぶり5回目)
- 神戸一中(兵庫・3年ぶり10回目)
- 修道中(広島・初出場)
- 松山中(愛媛・初出場)
- 熊本一師範(熊本・初出場)

## 試合結果

### 1回戦
- 天王寺師範 3 - 2 函館師範（延長）
- 神戸一中 4 - 0 埼玉師範
- 熊本一師範 5 - 0 松山中
- 愛知一師範 3 - 1 富山師範

### 準々決勝
- 青山師範 3 - 1 修道中
- 京都師範 9 - 1 宮城師範
- 愛知一師範 2 - 1 熊本一師範
- 神戸一中 10 - 1 天王寺師範

### 準決勝
- 神戸一中 3 - 0 愛知一師範
- 青山師範 2 - 1 京都師範

### 決勝
- 神戸一中 2 - 1 青山師範